# Chhuīkhadān
Chhuīkhadān är en ort i Indien.   Den ligger i distriktet Rāj Nāndgaon och delstaten Chhattisgarh, i den centrala delen av landet, 900 km söder om huvudstaden New Delhi. Chhuīkhadān ligger 338 meter över havet och antalet invånare är 6 485.
Terrängen runt Chhuīkhadān är huvudsakligen platt, men åt nordväst är den kuperad. Runt Chhuīkhadān är det ganska tätbefolkat, med 166 invånare per kvadratkilometer. Närmaste större samhälle är Khairāgarh, 11,8 km söder om Chhuīkhadān. I omgivningarna runt Chhuīkhadān växer huvudsakligen savannskog.